# Goldau
Goldau è una frazione del comune svizzero di Arth, nel Canton Svitto.